# Grattacielo della Regione Piemonte
Il grattacielo della Regione Piemonte è un edificio istituzionale di Torino ed è la sede unica degli uffici centrali e degli organi della Regione, ad eccezione del Consiglio regionale che è rimasto nella sede aulica di Palazzo Lascaris. Progettato da Massimiliano Fuksas e presentato alla Giunta regionale nel corso di un'audizione pubblica tenutasi a Torino il 22 novembre 2007, l'opera realizzata dispone di 42 piani fuori terra, di cui 41 a uso civile e l'ultimo adibito a bosco pensile.
Il terreno individuato per la costruzione dell'edificio è rappresentato da un'area già utilizzata dall'ex Fiat Avio nel quartiere torinese di Nizza Millefonti, a ridosso dell'Oval Olympic Arena e poco distante dal comprensorio del Lingotto. Il grattacielo, servito dalla stazione metropolitana Italia 61 - Regione Piemonte, è inoltre collegato alla stazione ferroviaria del Lingotto tramite un passaggio ciclopedonale.

## Storia

### Il concorso di idee e la fase progettuale
L'esigenza di riunificare gli edifici della Regione Piemonte, a tutt'oggi sparsi in svariate sedi nell'area metropolitana di Torino, portò la Giunta presieduta da Enzo Ghigo a indire un concorso internazionale per la realizzazione di un edificio unico; vincitore del concorso risultò l'architetto Fuksas che presentò nel 2001 un progetto da realizzarsi nell'area dell'ex Materferro, nel triangolo compreso tra corso Lione, corso Mediterraneo e via Mauri, a Borgo San Paolo. Questo progetto prevedeva una torre a parallelepipedo alta 100 metri.
Nel 2005 il cambio di guida politica al Consiglio regionale e l'elezione alla presidenza della Regione di Mercedes Bresso impressero al progetto un cambio di direzione: fu deciso di riqualificare l'area ex industriale di Nizza Millefonti, che comprende anche il Lingotto, dove un tempo sorgevano gli impianti dell'ex Fiat Avio. L'incarico, commissionato nel 2006, non fu solo quello di progettare un nuovo edificio, ma di ridisegnare anche tutta l'area ad esso circostante.
Una variante del 2006 al vecchio Piano Regolatore e della Divisione Urbanistica del Comune di Torino, che prevedeva l'obbligo di non costruire edifici più alti della Mole Antonelliana (alta 167,5 metri), fu limitata al solo centro storico della città, dando quindi il via ad un radicale cambiamento del panorama torinese.
Il 22 novembre 2007 l'architetto presentò il progetto di un grattacielo alto il doppio di quello originariamente disegnato per Borgo San Paolo (180/200 metri invece di 100).

### L'intervento della Guardia di Finanza
Il 10 ottobre 2012, quasi un anno dopo l'avvio dei lavori, la Guardia di Finanza entra nella sede della Regione Piemonte in Piazza Castello per acquisire, su delega della Corte dei Conti, l'intera documentazione relativa all'assegnazione della gara d'appalto per la realizzazione del nuovo palazzo regionale. Nell'indagine, partita da un esposto presentato dal Presidente della Giunta Roberto Cota che riteneva i costi di realizzazione dell'opera troppo alti, si vuole approfondire tutto ciò che riguarda l'affidamento della progettazione della sede e in particolare la parcella di 20 milioni di euro circa pagata allo studio dell'architetto Massimiliano Fuksas; tuttavia la somma fu liquidata nel marzo 2010 in coincidenza con la conclusione del mandato di Mercedes Bresso, predecessore di Cota.
Nel corso del processo che è seguito alle indagini l'arch. Fuksas, chiamato a deporre nel maggio 2018 in qualità di testimone, ha lamentato lo stravolgimento del suo progetto da parte della committenza (come l'impiego del cemento armato al posto dell'acciaio) al solo scopo di favorire determinate aziende.

### L'indagine per falso e peculato
Nel febbraio del 2019, su ordine della procura sono stati sequestrati alcuni metri quadrati di piastrelle su tutti i 40 piani dell'edificio per sospette irregolarità dei materiali utilizzati. Nel luglio dello stesso anno quattro funzionari della Regione Piemonte (di cui due cessati dal servizio) e sei amministratori di società sono stati raggiunti dall'avviso di chiusura indagini sulle ipotesi di abuso d'ufficio, inadempienza contrattuale, peculato e falso, con l'accusa di aver sottratto oltre 15 milioni e mezzo di fondi regionali.

## L'edificio

### Caratteristiche progettuali
Secondo il comunicato stampa che fece seguito alla presentazione del progetto, la costruzione dell'edificio era destinata a non gravare sulle finanze pubbliche in quanto è previsto che la cifra spesa per la sua realizzazione sia compensata in parte dal risparmio sui canoni d'affitto (quantificati in 15 milioni di euro l'anno) attualmente corrisposti per l'utilizzo di 20 immobili adibiti a sedi d'ufficio sparsi per tutta Torino e, in varia misura, attraverso la concessione a pagamento delle aree circostanti l'edificio per attività varie (civili, commerciali, ludiche).

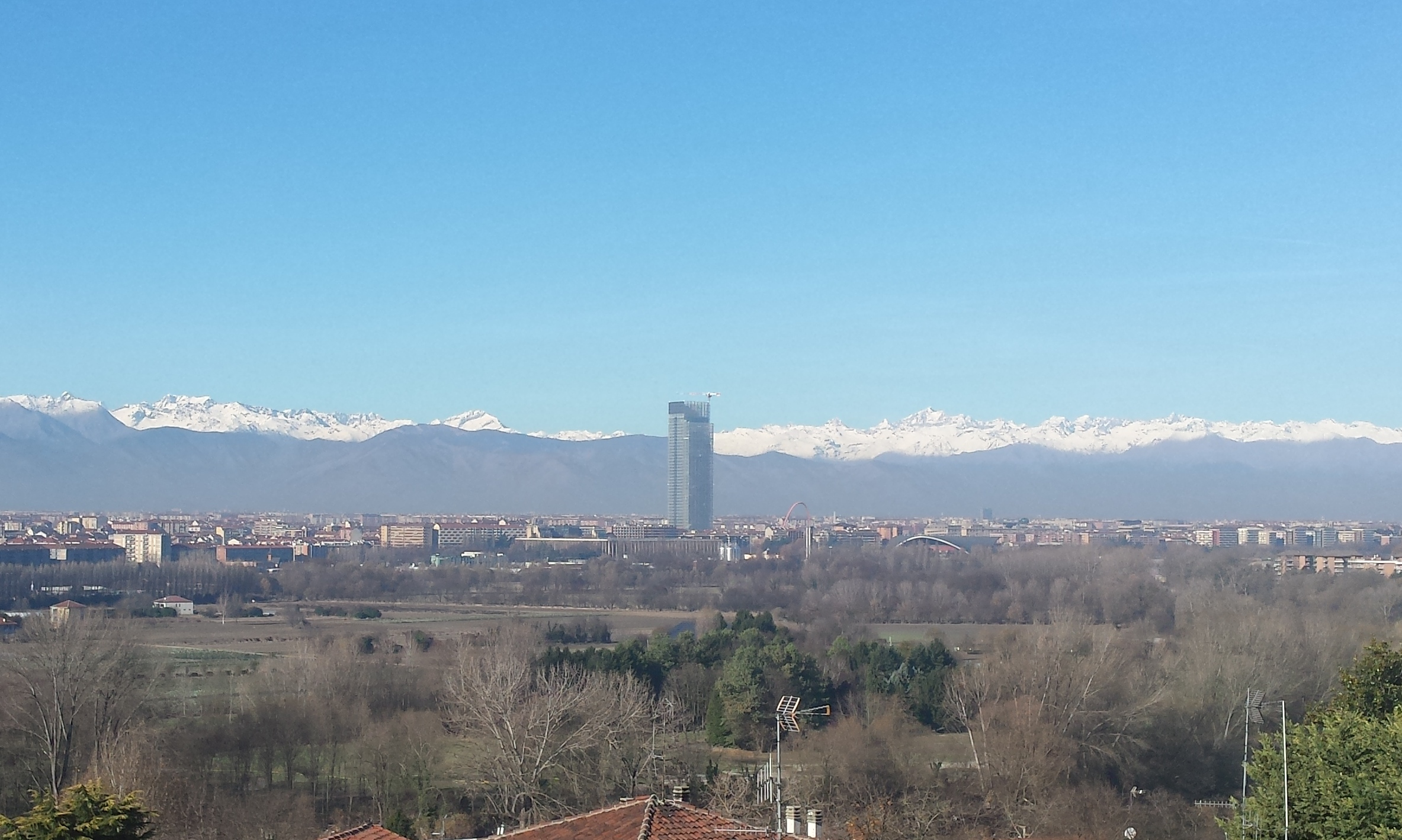
Il grattacielo della Regione visto da Moncalieri

Il grattacielo, terzo per altezza in Italia dopo la Torre UniCredit di Milano di 231 metri (dei quali 152 di corpo e 79 di guglia) e la Torre Isozaki (Allianz) di 209,20 metri sempre a Milano, prevede 42 piani di cui due interrati: 41 saranno destinati a ufficio mentre l'attico del 43º piano (posto a circa 200 m di altezza) ospiterà un bosco pensile accessibile al pubblico che costituirà di fatto la piattaforma panoramica più alta tra quelle presenti in qualsiasi grattacielo italiano (dato che la Torre Isozaki di Milano non possiede sulla sua sommità un simile spazio aperto al pubblico). Il progetto subì numerose modifiche che ne determinarono la riduzione in altezza da quella originale di 220 m a quella definitiva di 209 m. Sulle facciate è prevista l'installazione di 1.000 m² di pannelli fotovoltaici, per garantire per quanto possibile l'autosufficienza energetica, unita alla costruzione di grandi superfici vetrate per ridurre la necessità di ricorrere a luce artificiale.
La superficie complessiva sulla quale sorge il grattacielo è di circa 70.000 m² e sono previsti circa 60.000 m² di spazi accessori e opere esterne che prevedono anche l'insediamento di esercizi commerciali al fine di rilanciare lo sviluppo del quartiere. Saranno anche previste la realizzazione di un nuovo quartiere residenziale capace di ospitare circa 5.000 abitanti e la nuova stazione ferroviaria Lingotto con una struttura a ponte che collegherà l'attuale scalo esistente.

### Realizzazione e ritardi

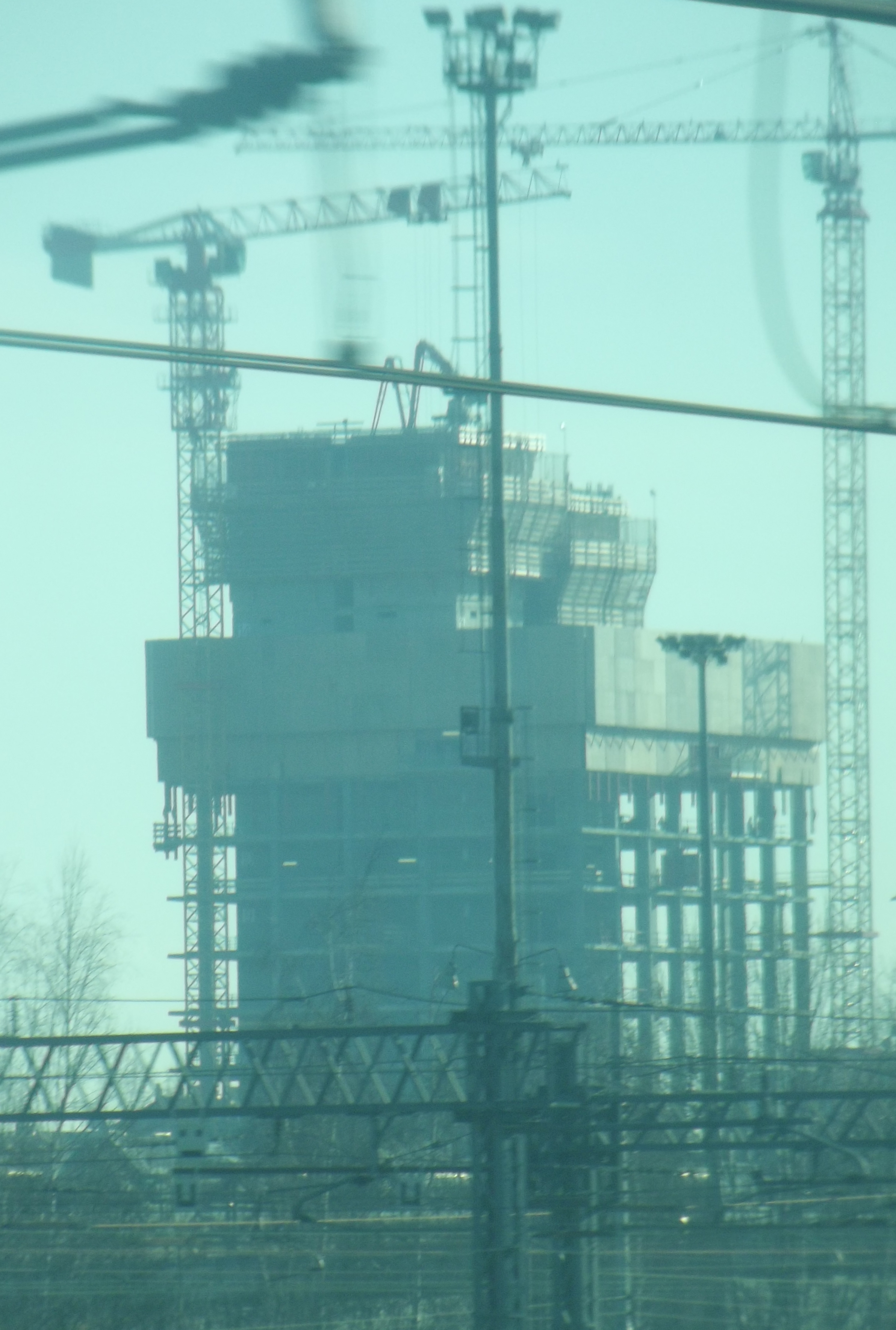
I lavori nel gennaio del 2014

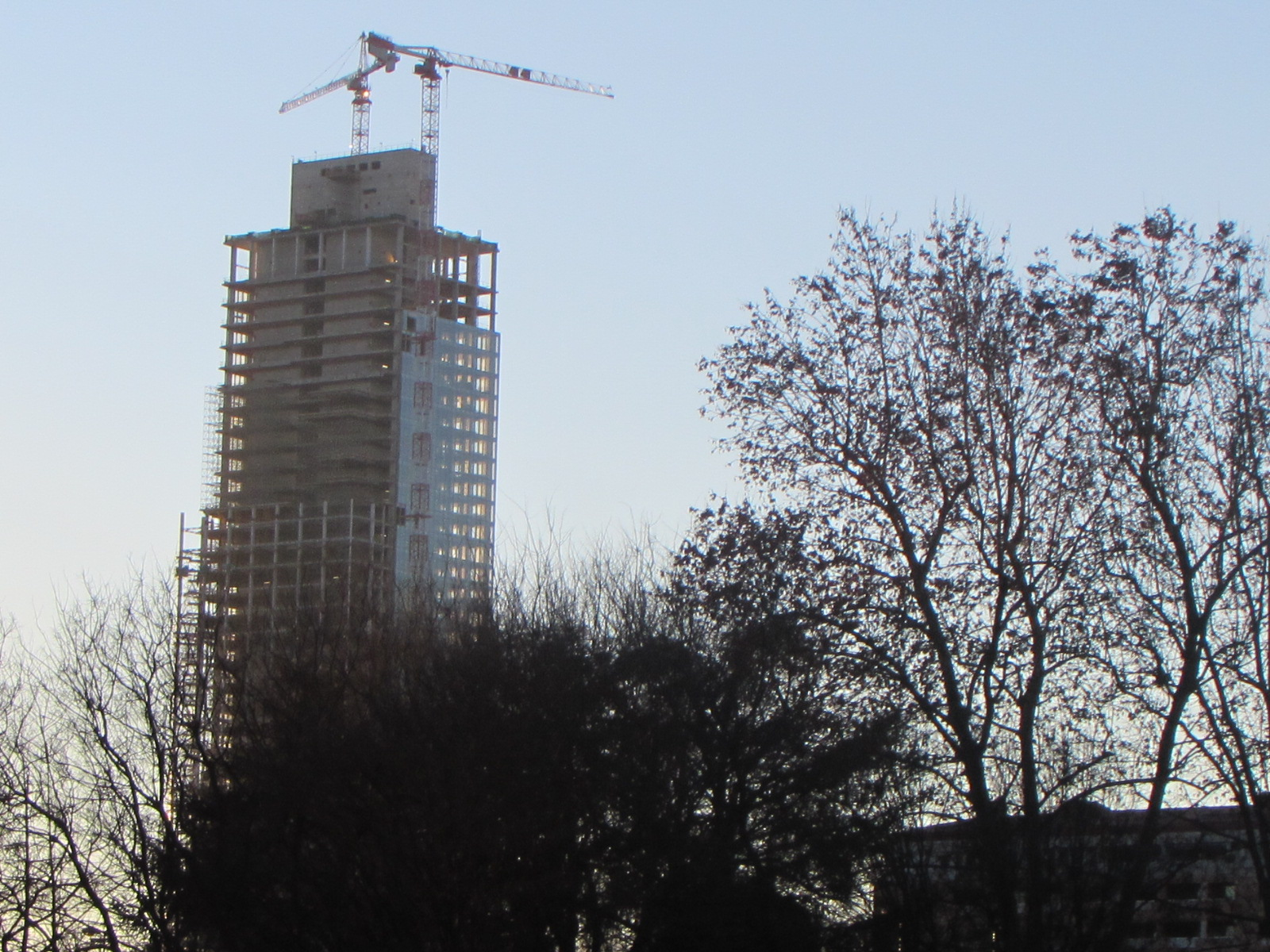
Il grattacielo nel gennaio del 2015

Il 12 giugno 2008 la Conferenza dei Servizi tenutasi tra i rappresentanti di Regione Piemonte, Comune di Torino, RFI e ARPA licenziò il progetto, che fu destinato quindi a essere realizzato dal 1º giugno 2009.
La base dell'edificio è di 38 metri di profondità di scavo per 42 di larghezza; gli uffici regionali sono previsti al 42º piano, a circa 160 metri d'altezza dal suolo. Il palazzo è destinato ad essere abitato fino a 180 metri, fatto salvo il tetto che sarà adibito a bosco/giardino pensile. Infine intorno all'edificio verrà sviluppata un'area da adibire a verde pubblico e a residenza civile.
Nel maggio 2011 fu individuata la ditta appaltatrice per la costruzione. I lavori, della durata complessiva di 35 mesi, sono partiti il 30 novembre 2011. A luglio 2013 l'edificio superò il livello della strada ed erano stati montati i casseri, in questo caso autorampanti.
A ottobre 2013 il cantiere impiegò circa 200 lavoratori. Il progetto iniziale prevedeva una spesa di 208 milioni di euro, ma i costi aumentarono fino a 260 milioni di euro.
A fine marzo 2016 un nuovo intoppo ritardò i lavori di realizzazione e quindi del successivo trasloco: a causa di una partita fallata, 300 delle 3.600 finestre già installate dovranno essere sostituite.
A metà maggio 2016 i lavori risultavano ancora fermi, facendo slittare la previsione di trasloco degli uffici alla primavera-estate 2017. Nel mese di luglio è stata attivata la procedura di liquidazione della società incaricata della costruzione.
A seguito dell'intesa con le ditte costruttrici la ripresa dei lavori, già prevista per gli inizi di maggio 2017, è avvenuta nel mese di giugno. Da gennaio 2018 il cantiere del grattacielo è stato aperto alle visite dei cittadini.
Le successive analisi sui pavimenti danneggiati e sulle vetrate nonché le ripetute ispezioni delle commissioni di vigilanza preposte hanno fatto slittare la previsione di fine lavori alla primavera del 2019, poi ulteriormente rimandata al 2020 e successivamente ancora alla fine del 2021 o inizio del 2022.

### Inaugurazione e trasloco
Il 14 ottobre 2022 si è svolta l'inaugurazione solenne del grattacielo in presenza delle autorità, tra cui il presidente della Giunta regionale del Piemonte, Alberto Cirio e il sindaco di Torino, Stefano Lo Russo. Il successivo 19 dicembre è incominciato il trasloco della Giunta e degli uffici regionali, il cui trasferimento è stato completato nel mese di giugno del 2023.